# يان روس (صحفي)
يان روس (بالإنجليزية: Ian Ross)‏ هو صحفي بريطاني، ولد في 25 سبتمبر 1955 في ليدز في المملكة المتحدة.